# Post-metal
Genres associés
Drone metal
Le post-metal est un genre musical fusionnel entre le post-rock, le metal (en général le sludge metal) et le shoegazing. Aaron Turner, propriétaire du label Hydra Head Records et chanteur du groupe Isis, appelle initialement ce genre « Thinking man's metal » (« metal réfléchi »), montrant par là qu'il souhaitait, avec son groupe, s'éloigner des conventions établies dans le metal. « Post-metal » est le nom de prédilection pour le genre, mais il est aussi appelé « sludge metal atmosphérique », « postcore », « metalgaze » ou « shoegaze metal » en référence au shoegazing,, ainsi que « metal atmosphérique », ou « metal expérimental », bien que ce dernier terme soit aussi utilisé pour décrire le metal avant-gardiste.

## Histoire
Selon Aaron Turner de Isis, les groupes expérimentaux comme Melvins, Godflesh et Neurosis « ont posé les bases pour nous. […] Nous faisons partie d'une lignée reconnaissable. » Bien que Neurosis et Godflesh soient apparus plus tôt et présentent des caractéristiques dignes du post-metal, on attribue souvent à Isis (qui, comme Neurosis, est rattaché à la scène sludge metal atmosphérique et progressive,) d'avoir fixé les conventions et défini le genre en termes moins nébuleux, avec leur album Oceanic sorti en 2002.
Les albums Meantime et Betty du groupe Helmet sont souvent cités pour avoir « réussi à éviter le concept traditionnel de la musique heavy » et avoir « déposé la marque distincte du drop-d power-groove en 5/4. » Ils peuvent être considérés comme un « balisage définitif du post-metal. » Auparavant, la musique de Tool était qualifiée de post-metal en 1993 et 1996, ainsi qu'en 2006, lorsque le terme devient populaire. En 2009, Jim Martin, du magazine Terrorizer, déclare que l'album Through Silver in Blood de Neurosis avait « effectivement inventé le genre post-metal. »

## Caractéristiques

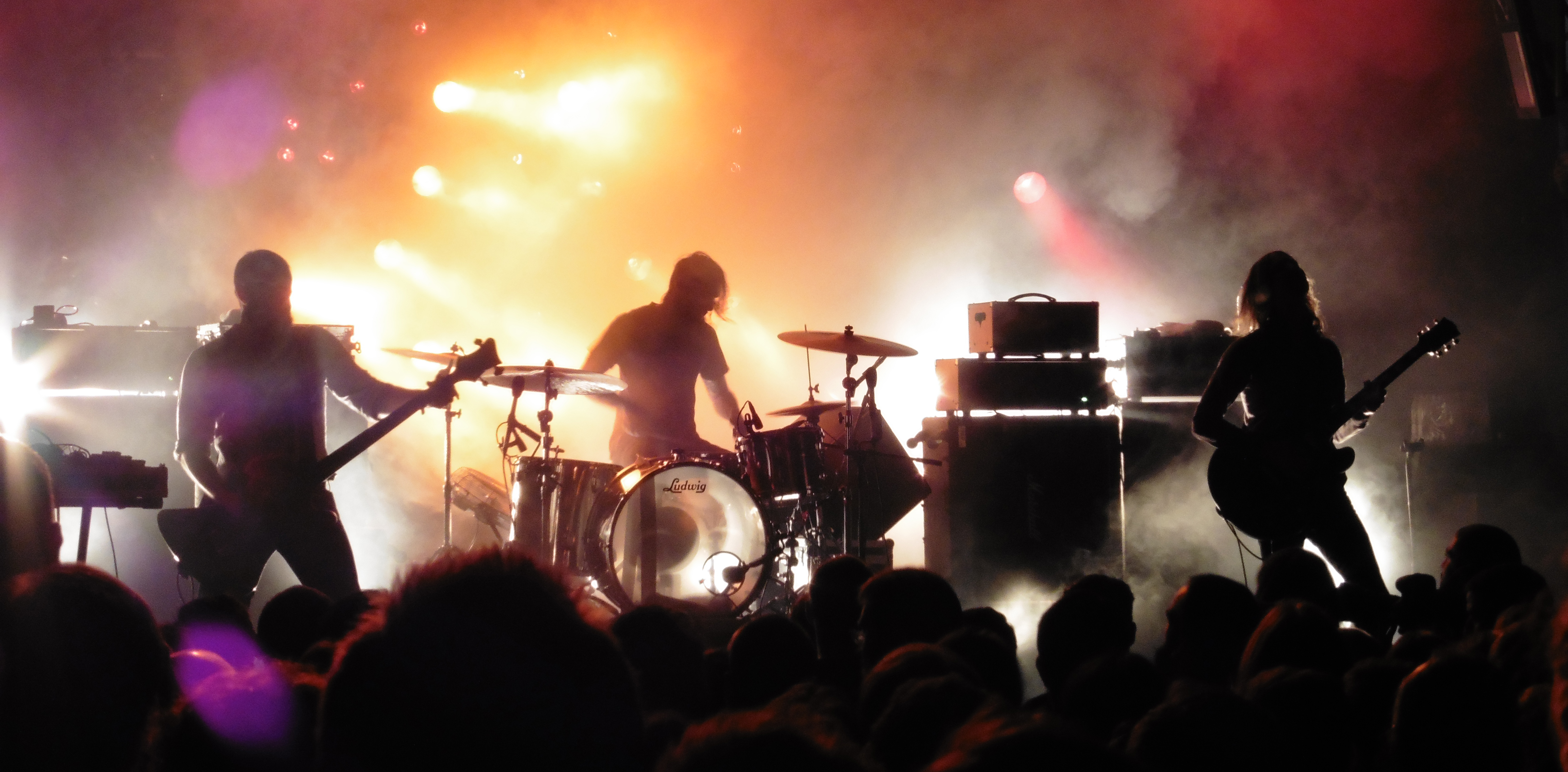
Russian Circles en live à Madrid, en Espagne.

Un groupe de post-metal fait typiquement usage de deux ou trois guitares, d'une guitare basse, de synthétiseurs, d'un kit de batterie et d'un chanteur. Généralement, le son de la basse est saturé et très présent, et les guitares sont souvent accordées en B, voire plus bas, équivalant à une guitare à sept cordes. Les morceaux de post-metal ont tendance à « évoluer » vers un crescendo (ou plusieurs au sein d'un même morceau), en s'appuyant sur un thème répété ou un décalage de corde. Comme l'explique Aaron Turner du groupe Isis, « le format standard de chanson couplet-refrain-couplet-refrain est quelque chose qui a été fait et refait, et il semble inutile d'adhérer à cette structure quand il y a tant d'autres lieux à explorer. »
Lorsqu'il est présent, le chant est généralement hurlé mais peut laisser quelquefois sa place au chant clair.

## Critique du terme
Le genre étant relativement nouveau et n'étant représenté que par un petit nombre d'artistes, la nécessité d'une classification entièrement indépendante est parfois remise en question par les critiques de musique et les auditeurs. Certains d'entre eux trouvent redondante l'appellation « post-metal », étant donné que certains groupes catalogués « post-metal » contiennent de nombreux éléments similaires au doom metal, au metal progressif, au sludge metal et au stoner metal. D'autres, cependant, font valoir que ces éléments ont été combinés et modifiés d'une façon qui va au-delà des limites de ces genres respectifs, créant ainsi la nécessité d'un seul label distinctif,.
Trevor de Brauw, du groupe Pelican, explique : « J'ai des affinités pour le metal, mais je ne pense pas que Pelican soit un groupe de metal. Lorsque les gens nous appellent « instrumental », post-metal, metalcore ou autres, je vois pourquoi ils disent cela, mais je ne ressens pas de lien étroit... Je pense que notre [musique] a plus en commun avec le punk et le hardcore. »
Isis est souvent cité comme la source d'une imagerie partagée du post-metal, bien que d'autres groupes ayant les mêmes thèmes visuels évoluant dans le même genre existaient déjà avant qu'Isis ne popularise grandement ce sous-genre,.

## Groupes notables
Les groupes notables du genre incluent : Amenra, Breach, Cult of Luna, Dirge Godflesh, Intronaut, Inter Arma, Isis,, Latitudes, Minsk (groupe), Mouth Of The Architect, Neurosis, The Ocean, Pelican, Red Sparowes, Rosetta, Russian Circles, A Storm of Light, Year of No Light